# Uranophora ockendeni
Uranophora ockendeni là một loài bướm đêm thuộc phân họ Arctiinae, họ Erebidae.